# Новоборівська селищна територіальна громада
Новоборівська селищна територіальна громада — територіальна громада в Україні, в Житомирському районі Житомирської області. Адміністративний центр — селище Нова Борова.

## Загальна інформація
Площа території — 210,3 км², кількість населення — 8 289 осіб.
Станом на 2018 рік, площа території громади становила 209,8 км², кількість населення — 8 574 особи (2018).

## Населені пункти
До складу громади входять селище Нова Борова і 17 сіл: Валки, Гацьківка, Ісаківка, Кам'яний Брід, Краснорічка, Кропивня, Луковець, Небіж, Рудня-Гацьківка, Рудня-Фасова, Старий Бобрик, Томашівка, Турчинка, Фасова, Хичів, Ягодинка, Ягодинка Друга.

## Історія
Утворена 10 серпня 2015 року, в рамках адміністративно-територіальної реформи. До складу громади увійшли Новоборівська селищна рада та Кропивнянська, Небізька, Фасівська, Ягодинська сільські ради Володарсько-Волинського району, які 7 і 10 серпня 2015 року ухвалили рішення про добровільне об'єднання громад. 14 серпня 2015 року утворення громади затверджене рішенням обласної ради.
Склад громади підтверджено постановою Кабінету Міністрів України № 711-р від 12 червня 2020 року «Про визначення адміністративних центрів та затвердження територій територіальних громад Житомирської області».
Відповідно до постанови Верховної Ради України від 17 червня 2020 року «Про утворення та ліквідацію районів», громада увійшла до складу новоствореного Житомирського району Житомирської області.